# Czujnik optyczny

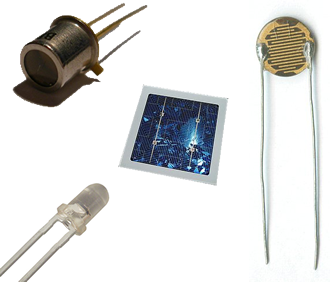
Różne typy czujników optycznych

Czujnik optyczny – rodzaj czujnik, elementem automatyki wykorzystywany w układach regulacji.

## Zasada działania
Czujnik wysyła wiązki promieni świetlnych przez nadajnik oraz odbiera sygnał przez odbiornik. Czujnik ten reaguje na obiekty przecinające wiązkę światła pomiędzy nadajnikiem, a odbiornikiem lub na wiązkę odbitą od obiektu. Tego typu czujniki stosowane są do określania poziomu cieczy i materiałów sypkich, kontroli położenia ruchomych części maszyn oraz do identyfikacji obiektów znajdujących się w zasięgu działania czujników, np. przesuwających się taśm transportowych. Czujniki te mogą generować sygnał, przy pomocy którego można zliczać przesuwające się przedmioty albo liczyć ilość obrotów jakiegoś elementu. 
Czujniki optyczne charakteryzują się dużymi strefami wykrywania obiektów. Natomiast wadą tego czujnika jest to, że nie może pracować w miejscach zanieczyszczonych.